# Charbonier
Charbonnier-les-Mines és un municipi francès situat al departament del Puèi Domat i a la regió d'Alvèrnia-Roine-Alps. L'any 2007 tenia 867 habitants.

## Demografia

### Població
El 2007 la població de fet de Charbonnier-les-Mines era de 867 persones. Hi havia 365 famílies de les quals 111 eren unipersonals (46 homes vivint sols i 65 dones vivint soles), 131 parelles sense fills, 104 parelles amb fills i 19 famílies monoparentals amb fills.
La població ha evolucionat segons el següent gràfic:
Habitants censats

### Habitatges
El 2007 hi havia 445 habitatges, 384 eren l'habitatge principal de la família, 29 eren segones residències i 33 estaven desocupats. 420 eren cases i 24 eren apartaments. Dels 384 habitatges principals, 274 estaven ocupats pels seus propietaris, 105 estaven llogats i ocupats pels llogaters i 5 estaven cedits a títol gratuït; 3 tenien una cambra, 34 en tenien dues, 77 en tenien tres, 155 en tenien quatre i 116 en tenien cinc o més. 317 habitatges disposaven pel capbaix d'una plaça de pàrquing. A 167 habitatges hi havia un automòbil i a 153 n'hi havia dos o més.

### Piràmide de població
La piràmide de població per edats i sexe el 2009 era:
| Homes | Edats   | Dones |
| ----- | ------- | ----- |
| 4     | 95 o +  | 0     |
| 0     | 90 a 94 | 0     |
| 0     | 85 a 89 | 12    |
| 4     | 80 a 84 | 4     |
| 24    | 75 a 79 | 20    |
| 16    | 70 a 74 | 28    |
| 24    | 65 a 69 | 36    |
| 36    | 60 a 64 | 24    |
| 12    | 55 a 59 | 20    |
| 32    | 50 a 54 | 16    |
| 20    | 45 a 49 | 28    |
| 36    | 40 a 44 | 32    |
| 40    | 35 a 39 | 48    |
| 32    | 30 a 34 | 32    |
| 36    | 25 a 29 | 24    |
| 12    | 20 a 24 | 0     |
| 24    | 15 a 19 | 16    |
| 44    | 10 a 14 | 40    |
| 28    | 5 a 9   | 28    |
| 28    | 0 a 4   | 12    |

## Economia
El 2007 la població en edat de treballar era de 533 persones, 376 eren actives i 157 eren inactives. De les 376 persones actives 327 estaven ocupades (181 homes i 146 dones) i 49 estaven aturades (17 homes i 32 dones). De les 157 persones inactives 56 estaven jubilades, 36 estaven estudiant i 65 estaven classificades com a «altres inactius».

### Ingressos
El 2009 a Charbonnier-les-Mines hi havia 395 unitats fiscals que integraven 919 persones, la mediana anual d'ingressos fiscals per persona era de 15.961 €.

### Activitats econòmiques
Dels 40 establiments que hi havia el 2007, 3 eren d'empreses alimentàries, 4 d'empreses de fabricació d'altres productes industrials, 7 d'empreses de construcció, 11 d'empreses de comerç i reparació d'automòbils, 2 d'empreses de transport, 1 d'una empresa d'informació i comunicació, 1 d'una empresa financera, 1 d'una empresa immobiliària, 2 d'empreses de serveis, 4 d'entitats de l'administració pública i 4 d'empreses classificades com a «altres activitats de serveis».
Dels 13 establiments de servei als particulars que hi havia el 2009, 1 era una oficina de correu, 4 tallers de reparació d'automòbils i de material agrícola, 3 paletes, 2 guixaires pintors, 1 fusteria, 1 empresa de construcció i 1 perruqueria.
Dels 3 establiments comercials que hi havia el 2009, 2 eren fleques i 1 una llibreria.
L'any 2000 a Charbonnier-les-Mines hi havia 4 explotacions agrícoles.

## Equipaments sanitaris i escolars
L'únic equipament sanitari que hi havia el 2009 era una farmàcia.
El 2009 hi havia una escola elemental.

## Poblacions més properes
El següent diagrama mostra les poblacions més properes.